# الن بریجز
الن بریجز (انگلیسی: Alan Bridges؛ ۲۸ سپتامبر ۱۹۲۷ – ۷ دسامبر ۲۰۱۳) یک کارگردان فیلم و تلویزیون اهل انگلستان بود.